# 宋琮 (洪武進士)
宋琮（1366年—1440年代？），字万锺，江西泰和人。明朝官员、进士。

## 生平
自幼師從学名儒陈海桑，又師吉安谢易菴。性嗜梅，以梅菴为别号。洪武三十年（1397年），宋琮中丁丑科春榜二甲第六名进士。因刘三吾主考中春榜都为南方人，朱元璋大怒，宋琮原先被拜为御史，因此被黜为教官。永乐年间，入朝为给事中，彈劾尹直夤缘攀附，左迁刑部检校。因精通《周易》，曾主持会试，擢南京国子助教。九年任满，宣德年间，升翰林检讨，仍行助教事，改任北京国子监。正统五年（1440年）九月致仕，时年七十五。归乡后又数年才去世。
有学生尚书刘广衡。